# تجزیه کیوآر
در جبر خطی تجزیه کیوآر (انگلیسی: QR decomposition) (که فاکتورگیری کیوآر نیز خوانده می‌شود) تجزیه‌ای از ماتریس است که A به ضربی A = QR که Q و R به ترتیب یک ماتریس متعامد و ماتریس بالا مثلثی است تبدیل می‌کند. تجزیهٔ QR اغلب برای حل مسأله حداقل مربعات خطی و به‌عنوان یک الگوریتم مقدار ویژه و الگوریتم کیوآر استفاده می‌شود.